# Arabische Federatie
De Arabische Federatie was een land dat kort bestond in 1958 en de landen Irak en Jordanië verenigde. Hoewel de naam suggereert dat het om een land ging met een federale structuur was het land de facto een confederatie.

## Geschiedenis
Op 14 februari 1958 wilden de Iraakse koning Faisal II en zijn neef koning Hoessein van Jordanië de twee hasjemitische koninkrijken van Irak en Jordanië verenigen. Dit leidde tot de Arabische Federatie van Irak en Jordanië. Koning Faisal werd staatshoofd.
Op 14 juli 1958 vond er in Irak een staatsgreep plaats en de unie werd officieel ontbonden op 2 augustus 1958.